# LGV Sud Europe Atlantique
La LGV Sud Europe Atlantique (LGV SEA), également appelée depuis avril 2016 LGV L'Océane par la SNCF, est une ligne à grande vitesse française d'une longueur de 302 kilomètres reliant Tours à Bordeaux, mise en service le 2 juillet 2017. Elle prolonge la branche Sud-Ouest de la LGV Atlantique (Paris-Montparnasse – Tours) jusqu'à Bordeaux. Elle porte le no 566 000 et le nom « ligne SEA-Atlantique (LGV) » dans le cadre du réseau ferré national.
Avec des rames roulant jusqu’à 320 km/h, elle permet de relier Paris à Bordeaux en deux heures, soit un gain de près d'une heure par rapport à la ligne classique. Des extensions à partir de Bordeaux sont envisagées pour rejoindre l'Espagne (LGV Bordeaux - Espagne) et Toulouse (LGV Bordeaux - Toulouse). Les premiers travaux préalables à la construction pour cette dernière ont été lancés en mai 2024, avec une première circulation prévue pour 2032.
Le financement, la construction, l’exploitation et la maintenance de cette ligne ont été concédés à une entreprise privée, LISEA, pour une durée allant de 2011 à 2061, ce qui est le premier cas en ce qui concerne les lignes à grande vitesse.

## Histoire

### Chronologie
- 25 septembre 1990 : mise en service de la branche Sud-Ouest de la LGV Atlantique jusqu'à Saint-Pierre-des-Corps, à l'Est de Tours.
- 1er avril 1992 : approbation du schéma directeur des liaisons à grande vitesse comportant un projet alors dénommé LGV Aquitaine de Saint-Pierre-des-Corps à Bordeaux[4].
- 1994 - 1995 : débat public sur le projet de LGV Aquitaine.
- 1997 - 1998 : études préliminaires sur la section Tours-Bordeaux.
- 2001 - 2003 : études d'avant-projet sommaire (APS) de la section 1 (Angoulême-Bordeaux)
- 2004 - 2006 : études d'avant-projet sommaire de la section 2 (Tours-Angoulême)
- 3 février 2005 - 16 mars 2005 : enquête d'utilité publique de la section 1.
- 18 juillet 2006 : déclaration d'utilité publique et urgents des travaux de construction de la section de ligne de Villognon à Ambarès-et-Lagrave[5],[6].
- Du 25 octobre au 19 décembre 2007 : enquête publique de la section 2.
- 16 avril 2007 : approbation de l'avant-projet de la section 2 par le ministère des Transports[7].
- 2007 : Appel d'offres.
- 10 juin 2009 : déclaration d'utilité publique et urgents des travaux de la section de ligne de Saint-Avertin à Xambes[8].
- 30 mars 2010 : le groupement Vinci est pressenti pour réaliser la ligne[9].
- avril 2010 : le conseil général de la Gironde signe avec l'État un protocole d'accord pour un financement de 138 millions d'euros[10].
- 16 juin 2011 : signature entre Réseau ferré de France (RFF) et le groupe de BTP Vinci du contrat de concession de 7,8 milliards d'euros de la ligne  Tours-Bordeaux[11].
- Début 2012 : début des travaux.
- 6 juillet 2015 : fin des travaux de génie civil, en avance sur l'échéancier. La mise en service est alors prévue au 31 juillet 2017[12].
- 25 juillet 2016 : premiers essais de circulation d'une rame TGV à 160 km/h sur le tronçon central de la ligne[13] (en l'occurrence entre Nouâtre - Maillé et Villognon), à la suite de la mise sous tension de la caténaire sur cette section le 9 juin[14],[15]. La vitesse de ces essais est portée à 320 km/h depuis la première semaine d'août[16].
- 28 février 2017 : inauguration de la ligne par le président de la République française, François Hollande, à la base de maintenance de Villognon[17].
- 2 juillet 2017 : mise en service[18],[19].

### Objectifs du projet

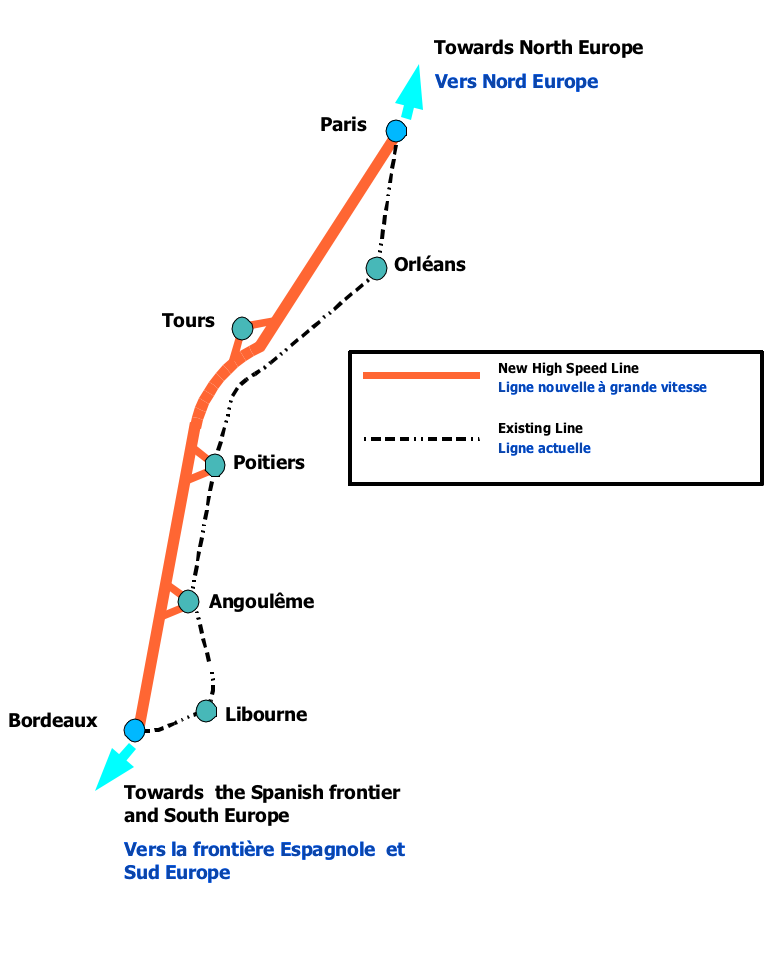
Tracé de la LGV et de la ligne classique entre Bordeaux et Tours.

La construction de la LGV Sud Europe Atlantique avait pour but de permettre la desserte à grande vitesse du Sud-Ouest de la France (Nouvelle-Aquitaine et Occitanie, notamment) en rapprochant Paris de la métropole bordelaise et en reliant  ces territoires aux capitales européennes desservies par les TGV (Londres, Bruxelles, Amsterdam, Madrid…). Ont également été améliorées les liaisons entre les villes importantes du Sud-Ouest — comme Tours, Poitiers, Angoulême — ou les relations avec des régions plus éloignées. Le trafic des TER a lui aussi bénéficié de l’arrivée de la grande vitesse, en témoigne une augmentation de 10 % du trafic en Nouvelle-Aquitaine en 2018. Des travaux connexes de désaturation avaient auparavant été réalisés en gares de Paris-Montparnasse et de Bordeaux-Saint-Jean, pour leur permettre d'accueillir plus de trains.
Le trajet entre Paris et Bordeaux s'effectue en 2 h environ, à une vitesse maximale de 320 km/h. Le tracé de la LGV Sud Europe Atlantique, comme celui de la LGV Rhin-Rhône, permettent théoriquement d'être parcourus à 350 km/h. Toutefois, les surcoûts en énergie et en maintenance comparé au gain de temps ne rendent pas viable une circulation dans ces conditions. La ligne est donc parcourue à une vitesse commerciale maximale de 320 km/h.
Le projet apportait aussi une réponse à la saturation de la ligne historique sur laquelle roulaient les TGV, les TER et les trains de fret. La capacité d'une ligne ferroviaire est maximale lorsque tous les trains y circulent à la même vitesse et y marquent les mêmes arrêts. Les écarts de vitesse importants entre les TGV, qui circulent entre 200 et 220 km/h sur la ligne classique, et les trains de fret et TER, obligeaient en effet à augmenter considérablement l'intervalle entre trains des deux classes de vitesse pour éviter que les TGV ne rattrapent un train plus lent entre deux sections de  dépassement. Ces intervalles augmentés réduisaient donc significativement le débit maximum possible des circulations, lequel est déjà atteint sur certaines sections. L'utilisation d'une ligne dédiée pour les TGV a donc dégagé des sillons pour le fret et les TER, favorisant également le report modal de la route vers le rail.
Le recours à un contrat de concession permettait également, dans un contexte financier contraint, de répondre à la volonté du Président de la République, Nicolas Sarkozy, de lancer quatre projets de lignes à grande vitesse simultanés (Sud Europe Atlantique, Nîmes-Montpellier, Bretagne-Pays-de-la-Loire et Est européenne). Solliciter des financements privés permettait ainsi de limiter les investissements publics (51 % pour SEA, contre 75 % en moyenne pour les autres marchés de partenariat ferroviaires), de construire le projet d’utilité publique SEA, tout en faisant appel à l’expertise du secteur privé.
En raison du choix des pouvoirs publics d'un financement, d’une construction et d’une exploitation via un modèle concessif, de la ligne, la SNCF craignait que le coût des péages pour l'utilisation de la ligne soit plus élevé que pour les autres LGV françaises. Pour limiter ce coût, la SNCF envisageait en 2015 de faire circuler des rames de plus grande capacité mais moins nombreuses, se traduisant par une diminution du nombre de trains.Pour cette même raison, l'utilisation de la LGV par les trains Ouigo n'est alors pas envisagée car le coût du péage serait incompatible avec le modèle low-cost de ce type de service. Un bras de fer a eu lieu en 2015 entre LISEA et SNCF, l’entreprise privée demandant un nombre de 19 dessertes afin d’assurer la rentabilité de la ligne contre 15 pour la SNCF,. Cependant, la SNCF semble avoir cédé sur tous les points, puisque l'offre proposée en juillet 2017 compte 18,5 navettes et que l'offre Ouigo emprunte la totalité de la LGV, compte tenu des temps de parcours proposés[réf. nécessaire].

### Financement
Le coût de la ligne est de 7,7 milliards d'euros. Les différents apports se répartissent ainsi :
- État, collectivités et Union européenne : 3 milliards d'euros[30] ;
- LISEA : 3,8 milliards d’euros[30] ;
- SNCF Réseau (anciennement RFF jusqu’au 1er janvier 2015) : 1 milliard d'euros, plus 1 milliard d'euros pour les raccordements à la ligne classique, non compris dans le budget du projet[30].

Les actionnaires de LISEA sont Vinci Concession (33,4 %), Caisse des dépôts (25,4 %), Meridiam (24,4 %) et Ardian (ex-Axa Private Equity) (16,8 %)
Le consortium LISEA sera rémunéré sur l'ensemble de la durée de la concession (50 ans, 2011-2061) par les redevances liées au trafic versées par les sociétés dont des trains circuleront sur cette ligne.
| Acteur                   | Acteur                                                   | Acteur                                                   | Apport          | Apport   | Apport   |
| Acteur                   | Acteur                                                   | Acteur                                                   | Détail          | Détail   | Total    |
| ------------------------ | -------------------------------------------------------- | -------------------------------------------------------- | --------------- | -------- | -------- |
| LISEA                    | Prêt bancaire garanti par l'État                         | Vinci                                                    | 354 M€ (33,4 %) | 1 060 M€ | 3 801 M€ |
| LISEA                    | Prêt bancaire garanti par l'État                         | État, via la CDC                                         | 269 M€ (25,4 %) | 1 060 M€ | 3 801 M€ |
| LISEA                    | Prêt bancaire garanti par l'État                         | Meridiam                                                 | 233 M€ (22 %)   | 1 060 M€ | 3 801 M€ |
| LISEA                    | Prêt bancaire garanti par l'État                         | Ardian                                                   | 204 M€ (19,2 %) | 1 060 M€ | 3 801 M€ |
| LISEA                    | Prêt bancaire non garanti                                | Vinci                                                    | 204 M€ (33,4 %) | 612 M€   | 3 801 M€ |
| LISEA                    | Prêt bancaire non garanti                                | État, via la CDC                                         | 155 M€ (25,4 %) | 612 M€   | 3 801 M€ |
| LISEA                    | Prêt bancaire non garanti                                | Meridiam                                                 | 135 M€ (22 %)   | 612 M€   | 3 801 M€ |
| LISEA                    | Prêt bancaire non garanti                                | Ardian                                                   | 118 M€ (19,2 %) | 612 M€   | 3 801 M€ |
| LISEA                    | Fonds propres actionnaires                               | Vinci                                                    | 258 M€ (33,4 %) | 772 M€   | 3 801 M€ |
| LISEA                    | Fonds propres actionnaires                               | État, via la CDC                                         | 196 M€ (25,4 %) | 772 M€   | 3 801 M€ |
| LISEA                    | Fonds propres actionnaires                               | Meridiam                                                 | 170 M€ (22 %)   | 772 M€   | 3 801 M€ |
| LISEA                    | Fonds propres actionnaires                               | Ardian                                                   | 148 M€ (19,2 %) | 772 M€   | 3 801 M€ |
| LISEA                    | État, via fonds d'épargne de la CDC                      | État, via fonds d'épargne de la CDC                      | 757 M€          | 757 M€   | 3 801 M€ |
| LISEA                    | Union Européenne, via Banque Européenne d'Investissement | Union Européenne, via Banque Européenne d'Investissement | 600 M€          | 600 M€   | 3 801 M€ |
| État et Union Européenne | État et Union Européenne                                 | État et Union Européenne                                 | -               | -        | 1 500 M€ |
| Collectivités locales    | Collectivités locales                                    | Collectivités locales                                    | -               | -        | 1 500 M€ |
| SNCF Réseau              | SNCF Réseau                                              | SNCF Réseau                                              | -               | -        | 1 000 M€ |
| Total                    | Total                                                    | Total                                                    | Total           | Total    | 7 801 M€ |

| Type   | Acteur                   | Apport   | Apport   | Apport  | Apport  | Contrôle LISEA | Contrôle LISEA |
| Type   | Acteur                   | €        | €        | %       | %       | Contrôle LISEA | Contrôle LISEA |
| ------ | ------------------------ | -------- | -------- | ------- | ------- | -------------- | -------------- |
| Public | État                     | 1 378 M€ | 4 978 M€ | 17,66 % | 63,81 % | 25,4 %         | 25,4 %         |
| Public | État et Union Européenne | 1 500 M€ | 4 978 M€ | 19,23 % | 63,81 % |                | 25,4 %         |
| Public | Collectivités locales    | 1 500 M€ | 4 978 M€ | 19,23 % | 63,81 % |                | 25,4 %         |
| Public | Union Européenne         | 600 M€   | 4 978 M€ | 7,69 %  | 63,81 % |                | 25,4 %         |
| Privé  | SNCF Réseau              | 1 000 M€ | 2 823 M€ | 12,82 % | 36,19 % |                | 74,6 %         |
| Privé  | Vinci                    | 816 M€   | 2 823 M€ | 10,46 % | 36,19 % | 33,4 %         | 74,6 %         |
| Privé  | Meridiam                 | 538 M€   | 2 823 M€ | 6,90 %  | 36,19 % | 22 %           | 74,6 %         |
| Privé  | Ardian                   | 469 M€   | 2 823 M€ | 6,01 %  | 36,19 % | 19,2 %         | 74,6 %         |
| Total  | Total                    | 7 801 M€ | 7 801 M€ | 100 %   | 100 %   | 100 %          | 100 %          |

### Travaux

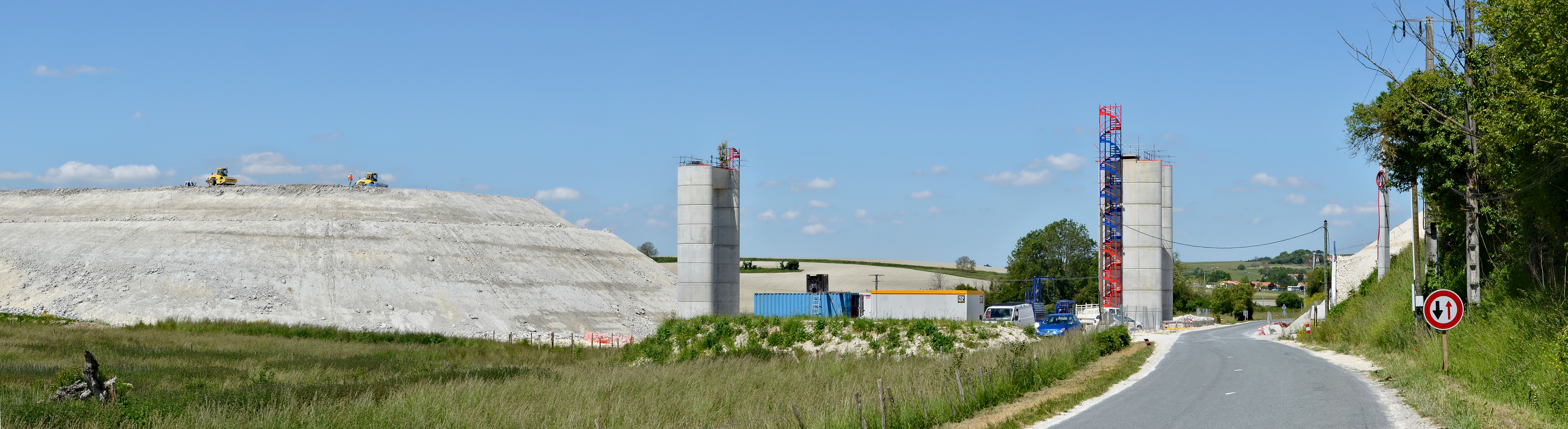
Travaux de la LGV Sud Europe Atlantique avec la construction d'un pont près de Blanzac (Charente) en juin 2013.

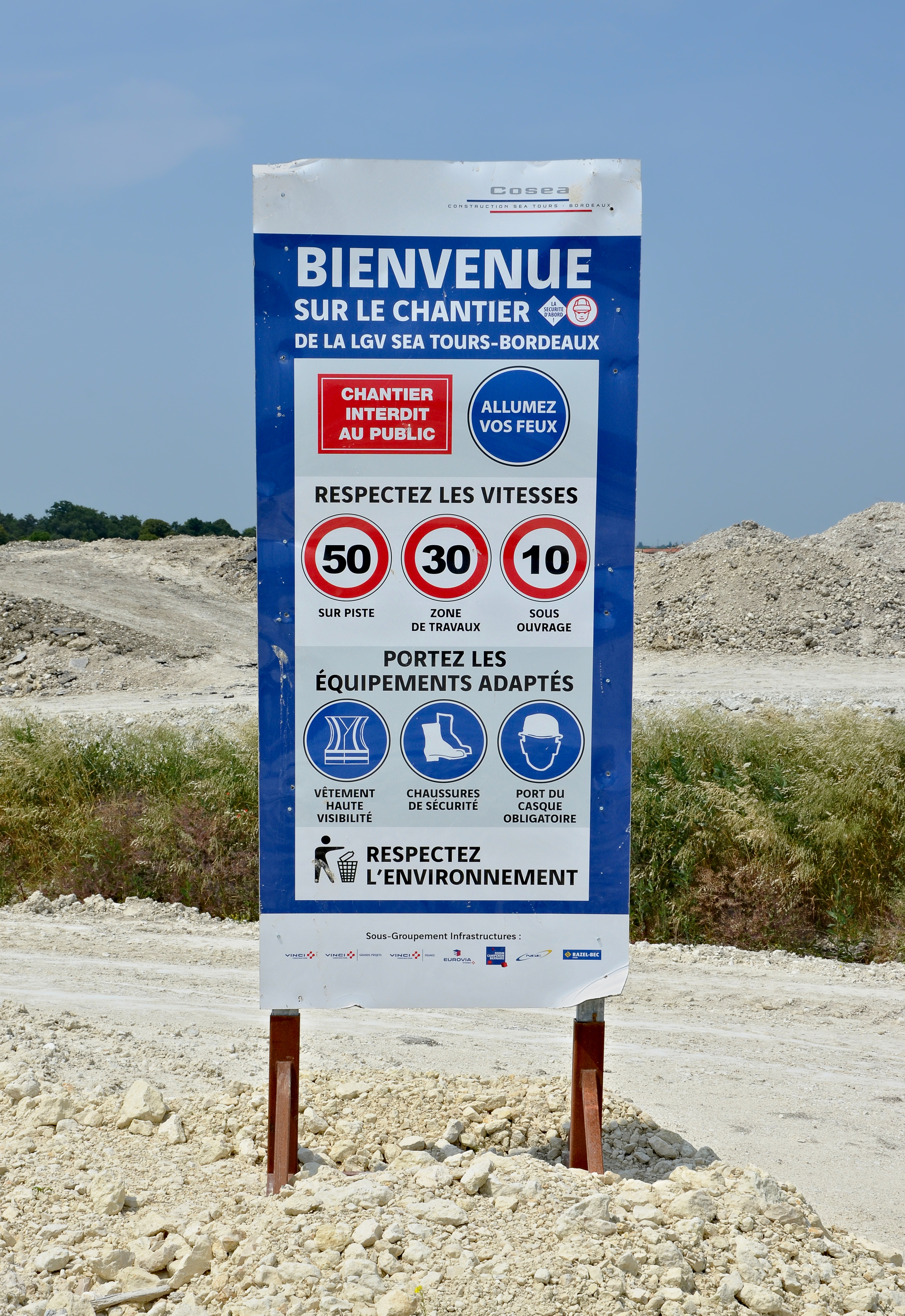
Signalisation à l'entrée d'un des sites (Sainte-Souline, Charente).

Pour étaler les dépenses dans le temps, il avait été prévu de réaliser la construction de la ligne en deux étapes.
- Tours-Angoulême (182 km de LGV et 32 km de raccordement à la ligne existante) ;
- Angoulême-Bordeaux (121 km de LGV et 7 km de raccordement à la ligne existante). En évitant le détour par Libourne, la construction de cette section aurait eu l'avantage de diminuer la distance parcourue.

La LGV a finalement été construite en une seule phase avec deux fronts de travaux simultanés au Sud et au Nord de la ligne.
À l'issue des débats publics qui se sont déroulés en 2005 et 2006, RFF a pris la décision de lancer les études des lignes Bordeaux-frontière espagnole et LGV Bordeaux-Toulouse, ainsi que la réalisation de la LGV Poitiers-Limoges qui prolongent la LGV Sud Europe Atlantique vers Hendaye, Toulouse et Limoges. A l’heure actuelle, seul le projet de LGV Bordeaux-Toulouse est encore d’actualité.
Il n'a pas été prévu de gare nouvelle entre Saint-Pierre-des-Corps et Bordeaux : les dessertes de Poitiers et d'Angoulême s'effectuent par leurs gares existantes, via des raccordements de la ligne historique vers la LGV.
Au Sud de Poitiers, un raccordement permet de rejoindre la ligne Poitiers-La Rochelle.
La construction de la ligne a commencé au premier semestre 2012 et doit durer soixante-treize mois. Les premières démolitions de bâtiments sur la future emprise ont débuté début août 2011 à Ambarès-et-Lagrave. Plusieurs entreprises de travaux publics participent à la construction de cette ligne : Vinci construction terrassement, Guintoli, ainsi que des entreprises locales.

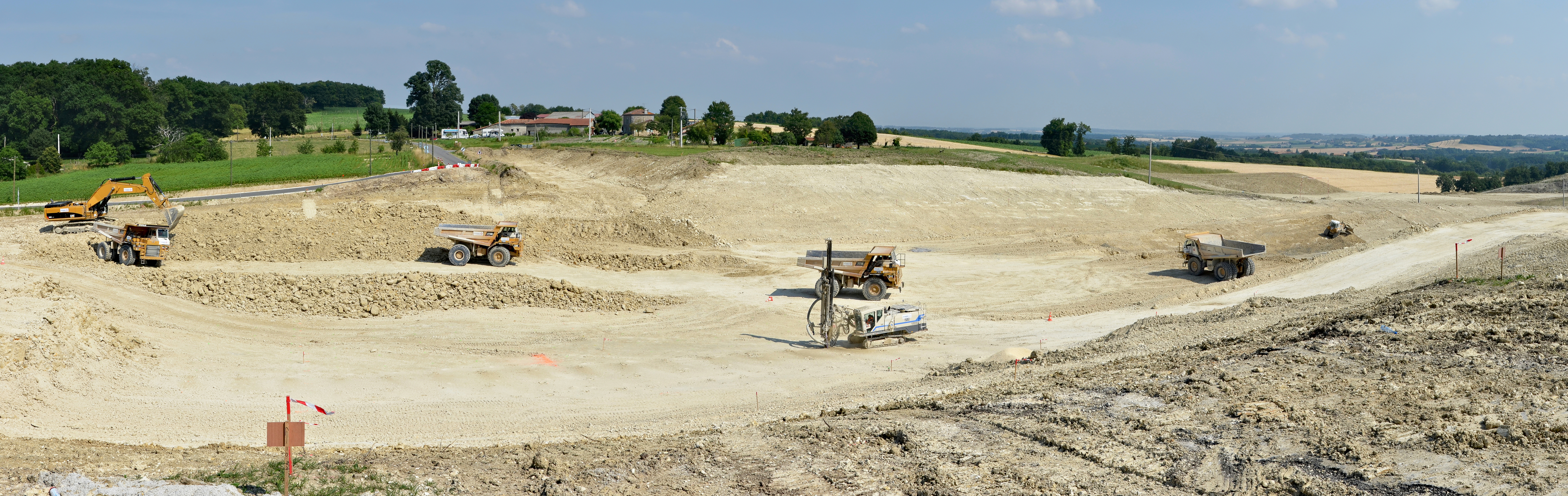
Travaux de terrassement, sur la LGV près de Châtignac (Charente) en juillet 2013.

### Temps de parcours et trafic prévu
Les temps de parcours prévisionnels à la mise en service de la LGV, et les temps réels en 2017 sont les suivants : 
| Trajets            | 2007       | 2017 (prévu) | 2017 (réel) |
| ------------------ | ---------- | ------------ | ----------- |
| Paris-Bordeaux     | 3 h 0 min  | 2 h 4 min    | 2 h 4 min   |
| Paris-Poitiers     | 1 h 26 min | 1 h 17 min   | 1 h 18 min  |
| Paris-Angoulême    | 2 h 5 min  | 1 h 40 min   | 1 h 43 min  |
| Paris-La Rochelle  | 2 h 50 min | 2 h 27 min   | 2 h 26 min  |
| Paris-Toulouse     | 4 h 56 min | 4 h 3 min    | 4 h 8 min   |
| Bordeaux-Angoulême | 0 h 52 min | 0 h 35 min   | 0 h 35 min  |
| Poitiers-Bordeaux  | 1 h 32 min | 0 h 55 min   | 1 h 3 min   |
| Poitiers-Angoulême | 0 h 44 min | 0 h 37 min   | 0 h 37 min  |
| Poitiers-Tours     | 0 h 47 min | 0 h 30 min   | 0 h 29 min  |
| Tours-Angoulême    | 1 h 32 min | 1 h 7 min    | 0 h 57 min  |
| Tours-Bordeaux     | 2 h 30 min | 1 h 30 min   | 1 h 38 min  |

La LGV a permis une augmentation de + 3,8 % de passagers[Quand ?], portant leur nombre à 20 millions de voyageurs annuels[Quand ?]. Ce chiffre est plus élevé que les 2,6 % à 3,5 % prévus au moment de la déclaration d’utilité publique.

### Impacts environnementaux
L’emprise des 302 km de la LGV a été fixée à 4 200 hectares.

## Fréquentation
| Année | Voyageurs   | Evolution  | Total depuis l'ouverture |
| ----- | ----------- | ---------- | ------------------------ |
| 2017  | ~20 000 000 |            |                          |
| 2018  | ~20 000 000 |            |                          |
| 2019  | ~20 000 000 |            | ~65 000 000              |
| 2020  | ~10 000 000 |            |                          |
| 2021  | 15 520 000  |            | 75 680 000               |
| 2022  | 19 320 000  | +3 800 000 | 95 000 000               |

## Galerie de photographies

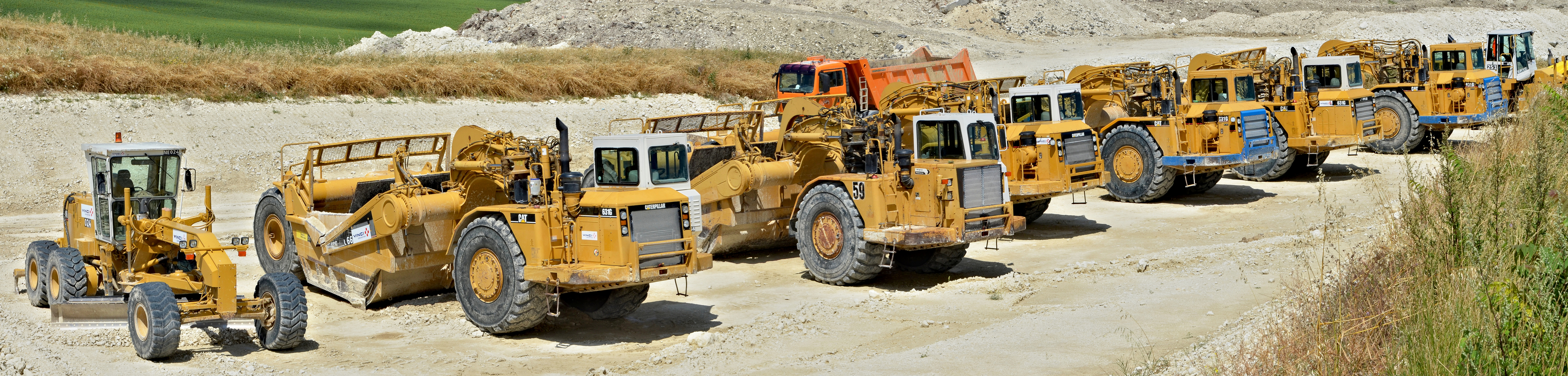
Engins de terrassements de la Base de chantier de Sainte Souline.
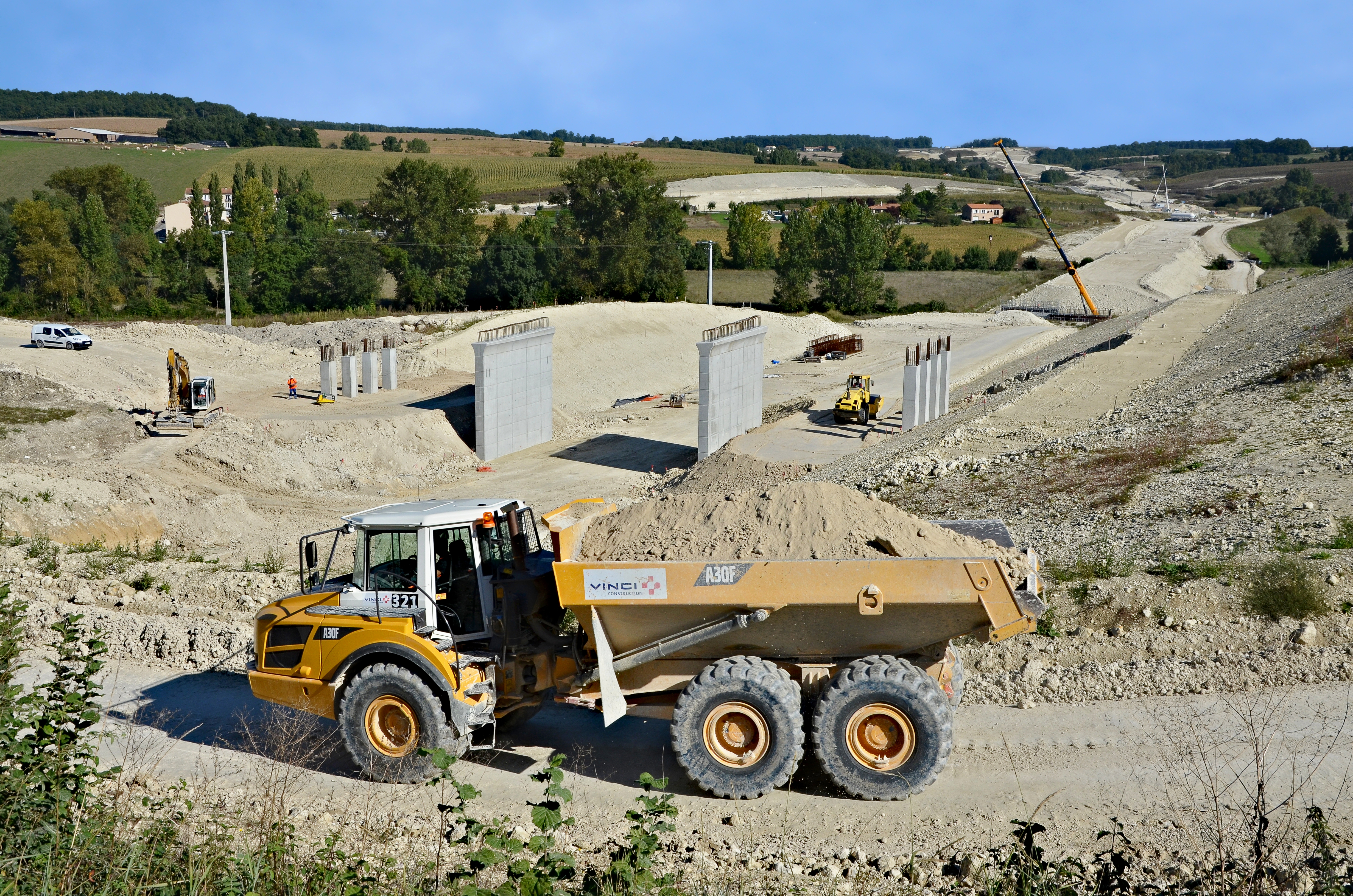
Chantier de construction d'un pont à Blanzac en septembre 2013.
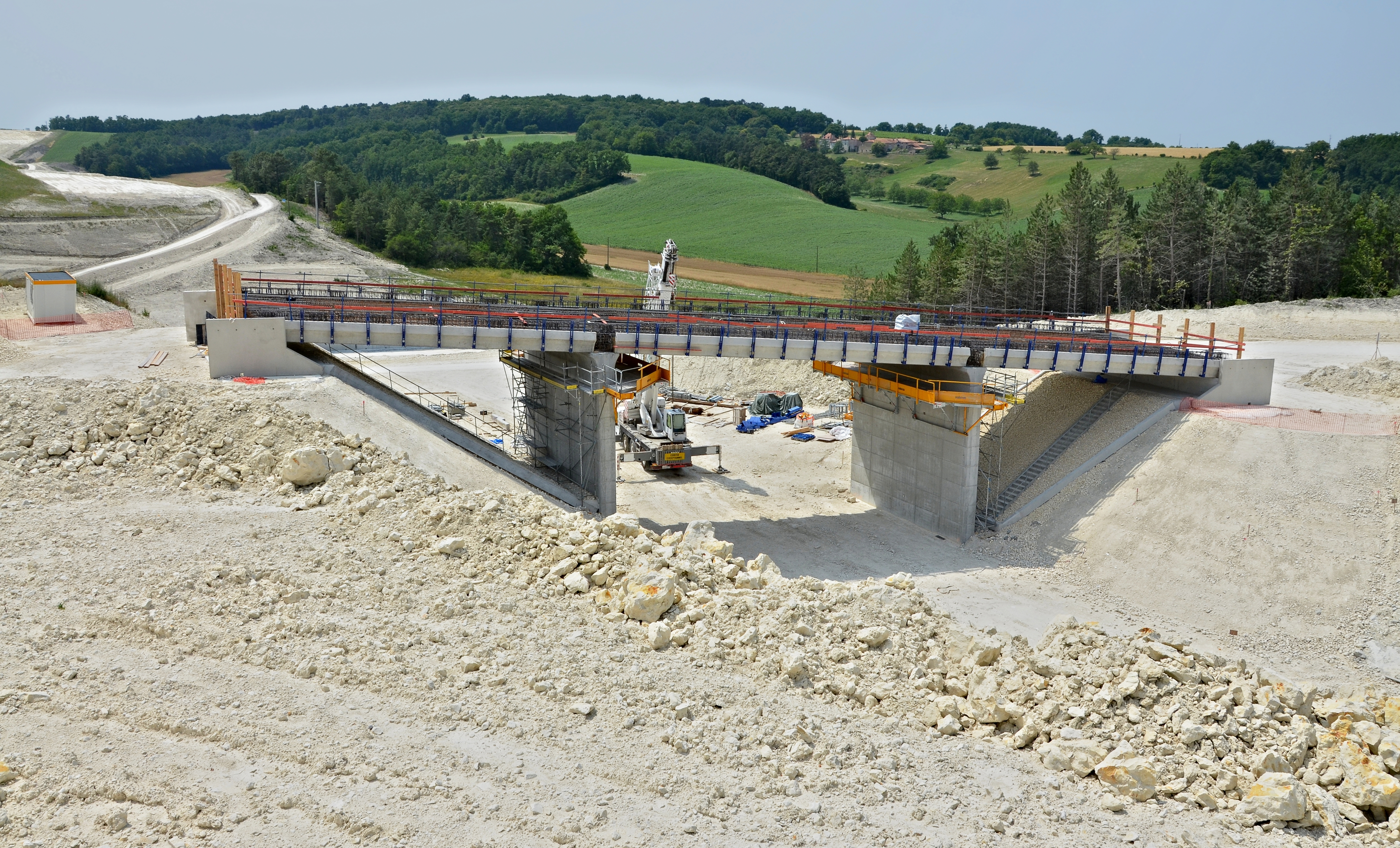
Construction d’un pont routier dans la tranchée de la plate-forme des futures voies.
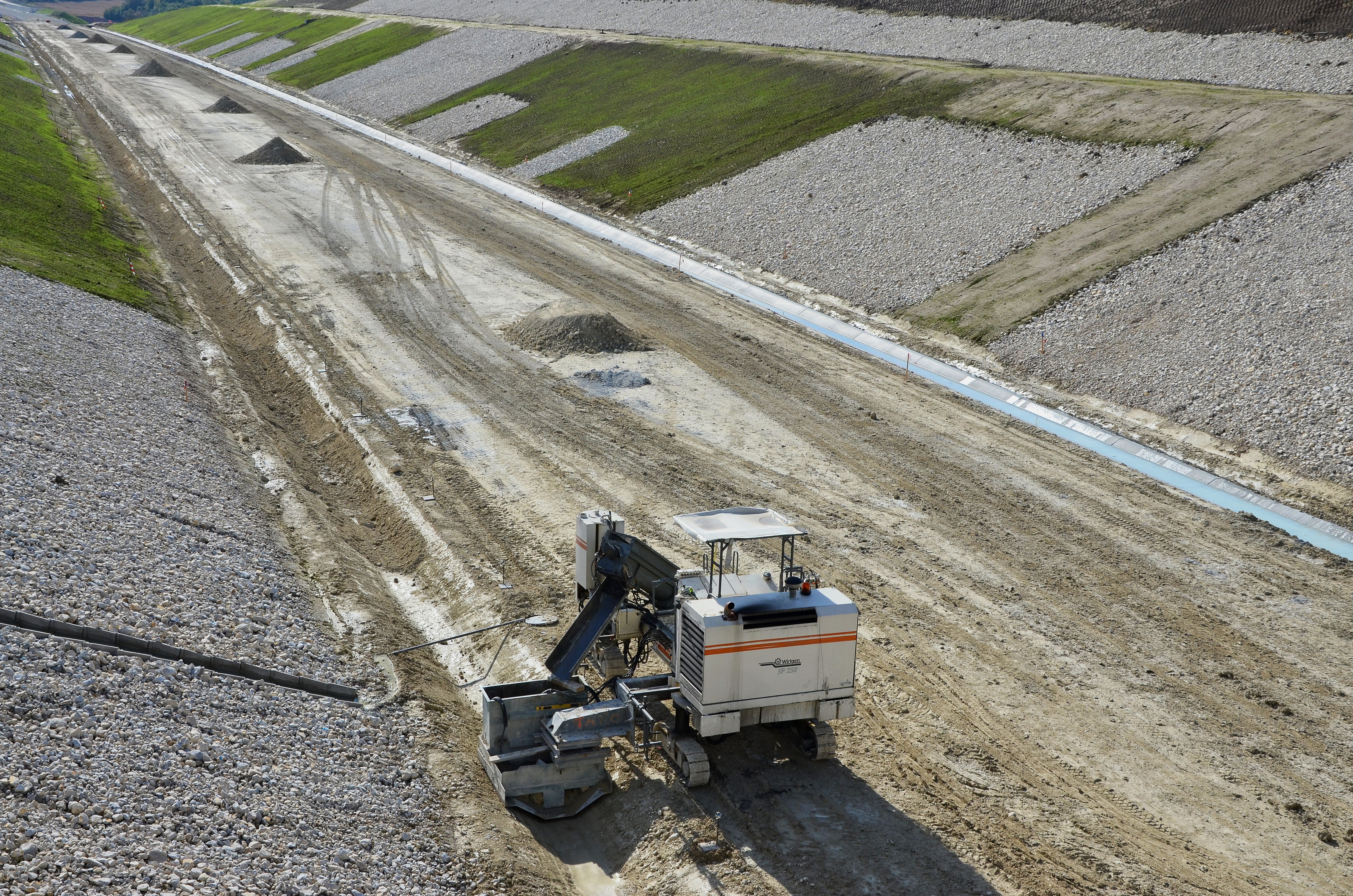
Travaux de terrassement d'un fossé à Poullignac. en 2014.